# Vestmanna
Vestmanna (dánul: Vestmannahavn) település Feröer Streymoy nevű szigetén. Vestmanna község székhelye és egyetlen települése.

## Földrajz

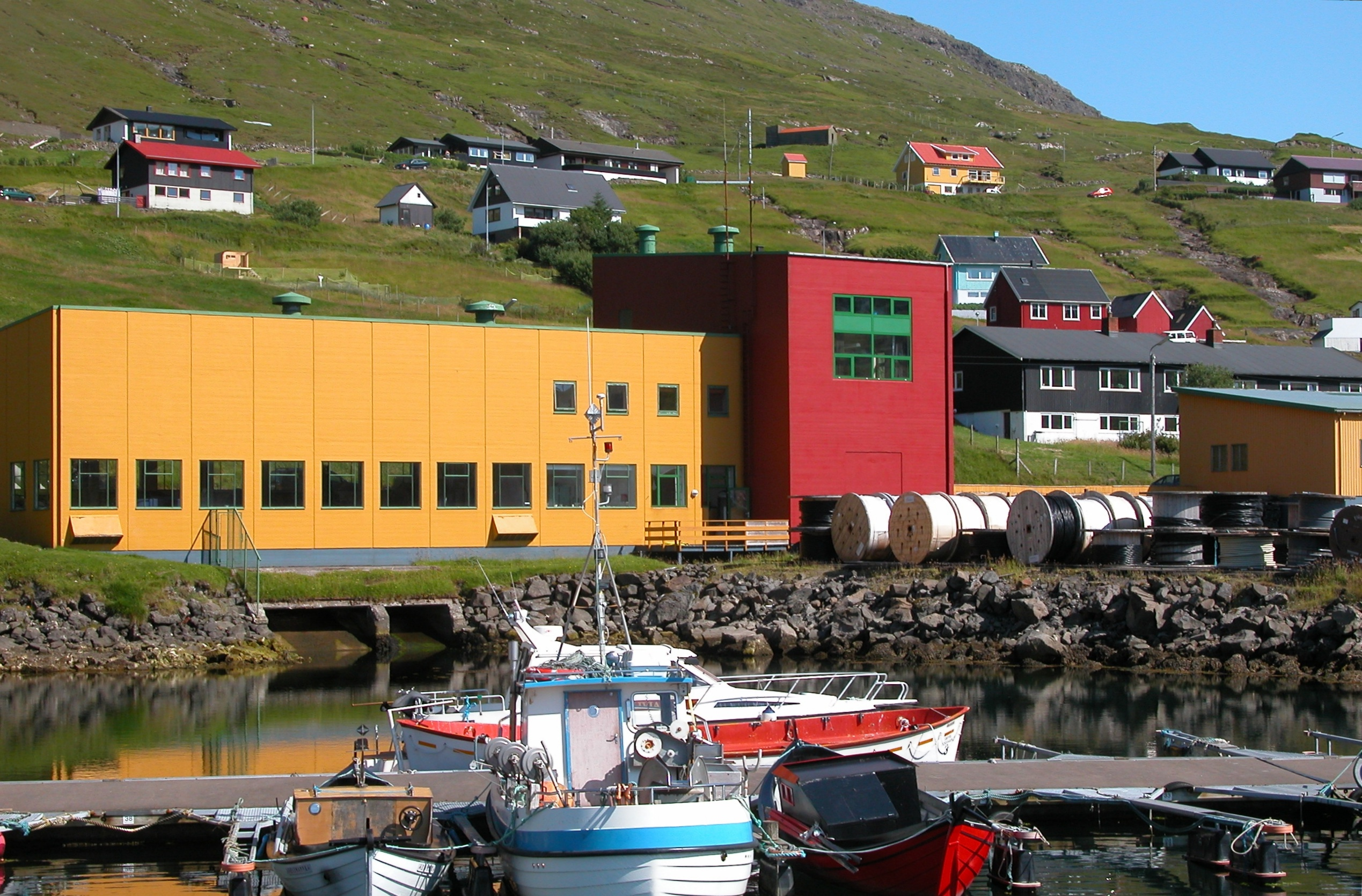
A vestmannai erőmű, a Fossáverkið

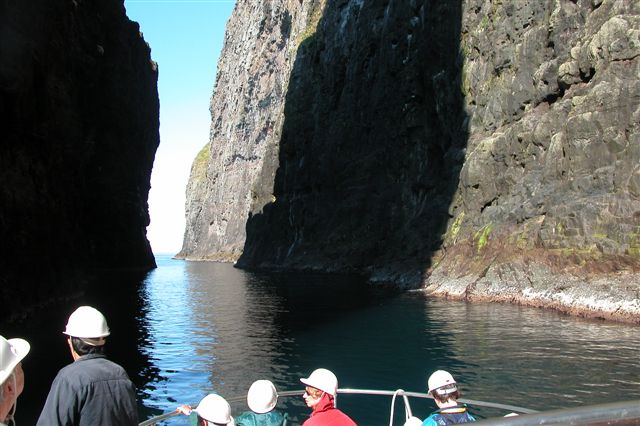
Vestmannai madársziklák

A település a sziget északnyugati partján fekszik. Szép kilátás nyílik Vágarra.

## Történelem
Az utóbbi évek régészeti feltárásai során viking kori épületmaradványokat találtak, ami arra utal, hogy Vestmanna a legrégebb óta lakott feröeri települések közé tartozik. A település neve arra utal, hogy „nyugati emberek” éltek itt, akik a szigeteken először letelepedő ír szerzetesek lehettek. Első írásos említése az 1400 körüli évekből származik.
A 17. század elején kalózok zaklatták a település lakóit. 1615-ben dán hadihajók csaptak le három ír kalózhajóra: 27 kalózt megöltek a harcban, 55 vízbe fulladt a csata után, 8 vezetőjüket pedig felakasztották. A 19. század közepén a cetvadászat egyik helyszíne volt.

## Népesség
| Év              | Lakosság |
| --------------- | -------- |
| 1986. január 1. | 1305     |
| 1991. január 1. | 1253     |
| 1996. január 1. | 1143     |
| 2001. január 1. | 1231     |
| 2006. január 1. | 1232     |

## Gazdaság
Lakói nagyrészt a halászatból élnek; vannak halfarmjai és egy halfeldolgozó üzeme is. Az idegenforgalom is jelentős ágazat. Ezeken kívül készházakat gyártanak itt, illetve 1953 óta a település fölötti duzzasztókban gyűjtött vízzel hajtott vízerőmű, a Fossáverkið (amely Feröer legrégebbi vízerűműve) árammal látja el a szigeteket.

## Közlekedés
Korábban itt kötött ki a Vágar felé közlekedő komp, így a szigetre és a repülőtérre irányuló forgalom a településen halad keresztül. A Vágatunnilin alagút megépítése óta a forgalom elkerüli Vestmannát. A zsáktelepülésről csak déli irányba, Kvívík felé vezet út; autóval fél óra alatt elérhető Tórshavn és a Vágari repülőtér is. Itt van a végállomása a Tórshavn felé közlekedő 100-as buszjáratnak.

## Turizmus
Vestmanna népszerű idegenforgalmi célpont, amit főként a Vestmannai madárszikláknak (Vestmannabjørgini) köszönhet.  A madársziklákat és a barlangokat bemutató sétahajózás mellett horgászkirándulásokat is szerveznek.
Itt található Feröer egyetlen panoptikuma, a SagaMuseum, ahol 17 élethű viaszbábu eleveníti fel a szigetek történetét a kezdetektől napjainkig.

### Külső hivatkozások
- Vestmanna község hivatalos honlapja Archiválva 2007. június 1-i dátummal a Wayback Machine-ben (feröeri)
- faroeislands.dk – fényképek és leírás (angol, olasz, dán)
- Visit Vestmanna (angol, feröeri, dán)
- Vestmanna[halott link], Visit Tórshavn (feröeri, angol)
- Flickr - fényképek (angol)
- Panorámakép a kikötőből[halott link] (dán)
- Panorámakép a kikötőből[halott link] (dán)
- Panorámakép a település széléről[halott link] (dán)
- Vestmanna, fallingrain.com (angol)